# Régiment de Dauphiné (1684-1749)
Pour les articles homonymes, voir régiment de Dauphiné.
Le régiment de Dauphiné est un régiment d’infanterie du royaume de France créé en 1684 et incorporé au régiment de Médoc en 1749.
.

## Création et différentes dénominations
- 24 septembre 1684 : création du régiment de Dauphiné, au nom de cette province
- 10 mars 1749 : réformé par incorporation au régiment de Médoc

## Colonels et mestres de camp
- 24 septembre 1684 : Sébastien Hyacinthe le Sénéchal de Carcado-Molac, chevalier de Carcado, brigadier le 3 janvier 1696, maréchal de camp le 10 février 1704, † 28 août 1706
- 10 février 1704 : N. de Carcado-Molac.
- 5 septembre 1706 : Jean-Baptiste de Vassal, chevalier de Montviel, brigadier le 1er février 1719, maréchal de camp le 20 février 1734, † 1735
- 20 février 1734 : Jean-Baptiste Victor de Rochechouart, marquis de Blainville puis comte de Mortemart puis duc de Mortemart, brigadier le 20 février 1743
- 21 février 1740 : marquis de Vaubecourt, † 1740
- 10 mars 1747 : Jean-Charles de Nettancourt Haussonville, vicomte de Nettancourt puis marquis de Vaubecourt, frère du précédent, brigadier le 10 février 1759, déclaré maréchal de camp en décembre 1762 par brevet du 25 juillet

## Historique des garnisons, combats et batailles
- 1691 : Flandre, Mons
- 1692 : côtes de Normandie
- 1693 : Alpes, La Marsaglia
- 1696 - 1697 : Rhin
- 1702 - 1704 : Royaume de Naples
- 1705 : Piémont, Chivasso, Cassano (16 août)
- 1706 : Turin, Castiglione
- 1707 : Espagne, bataille d'Almansa (25 avril), Lérida.
- 1708 - 1709 : Alpes
- 1710 - 1713 : Flandre
- 1719 : Pyrénées
- 1742 : Flandre
- 1743 : Bas-Rhin, Dettingen (27 juin)
- 1744 : Lauter, Augenheim, Fribourg
- 1745 : Flandre, Audenarde, Termonde, Ath
- 1746 : Mons, Charleroi, Raucoux (11 octobre)
- 1747 : Provence
- 1747 - 1748 : Alpes

## Personnalités ayant servi au régiment

### Sébastien Hyacinthe le Sénéchal de Carcado-Molac, chevalier de Carcado
Enseigne de la compagnie Colonelle du régiment du Roi le 7 octobre 1682, il sert au siège de Courtrai en 1683 durant la guerre des Réunions. Il obtint une compagnie le 10 mai 1684 et la commanda à l'armée de Flandre qui couvrit le siège de Luxembourg et obtint le commandement du « régiment de Dauphiné » lors de sa formation, par commission du 24 septembre 1684. Il resta plusieurs années en garnison avec ce régiment et lors de la guerre de la Ligue d'Augsbourg, il le commanda au siège de Mons puis au camp commandé en Flandre par le lieutenant général Guy Aldonce Dauger, sur les côtes de Normandie en 1692, à l'armée d'Italie de 1693 à 1695.

Brigadier d'infanterie par brevet du 3 janvier 1696, il sert à l'armée du Rhin cette même année et la suivante. Il passe au royaume de Naples en 1702, et y est employé sous le commandement du marquis Claude Théophile de Benziade d'Avaray par lettres du 19 juillet 1702. Il y commande en chef après le départ du marquis d'Avaray par lettres du 17 juillet 1703. Maréchal de camp par brevet du 10 février 1704, il se démet du « régiment de Dauphiné » et continua de commander à Naples ou il rendit au deux Couronnes des services très importants jusqu'en 1705, qu'il joignit l'armée d'Italie où il se trouva à la bataille de Cassano et à la prise de plusieurs places. L'année suivante il sert au siège et bataille de Turin où il reçut le 26 août 1706 une blessure dont il mourut 2 jours après (26 août 1706).

## Drapeaux
3 drapeaux, dont un blanc colonel, et 2 d’ordonnance « rouges, verts & isabelles par bandes dans les 4 quarrez, & croix blanches ».

Drapeaux de 1684 à 1749
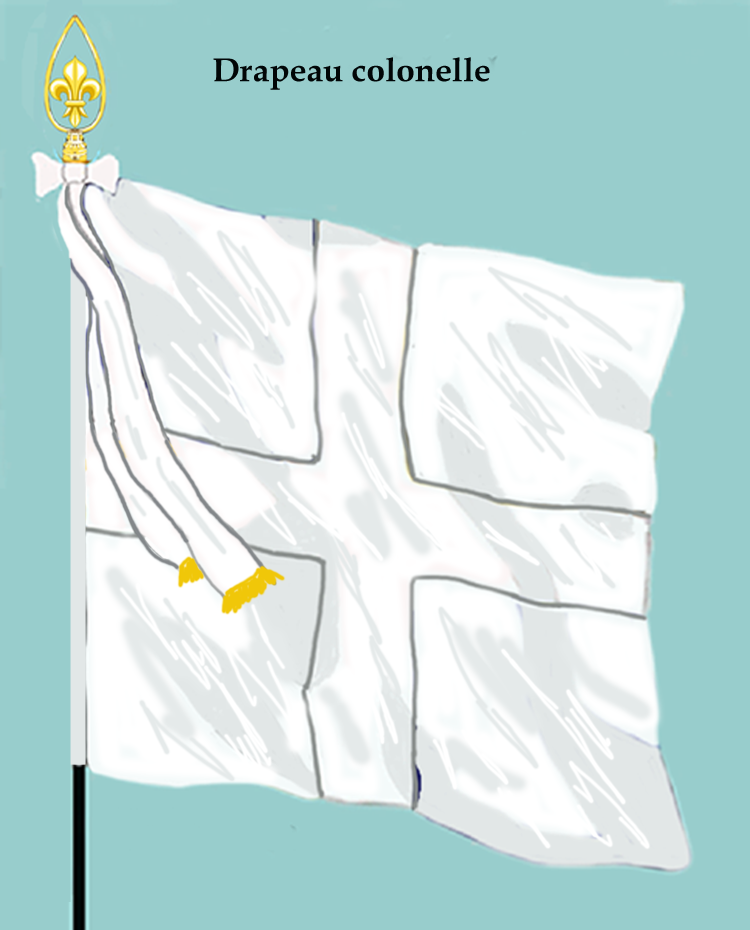
Drapeau colonel
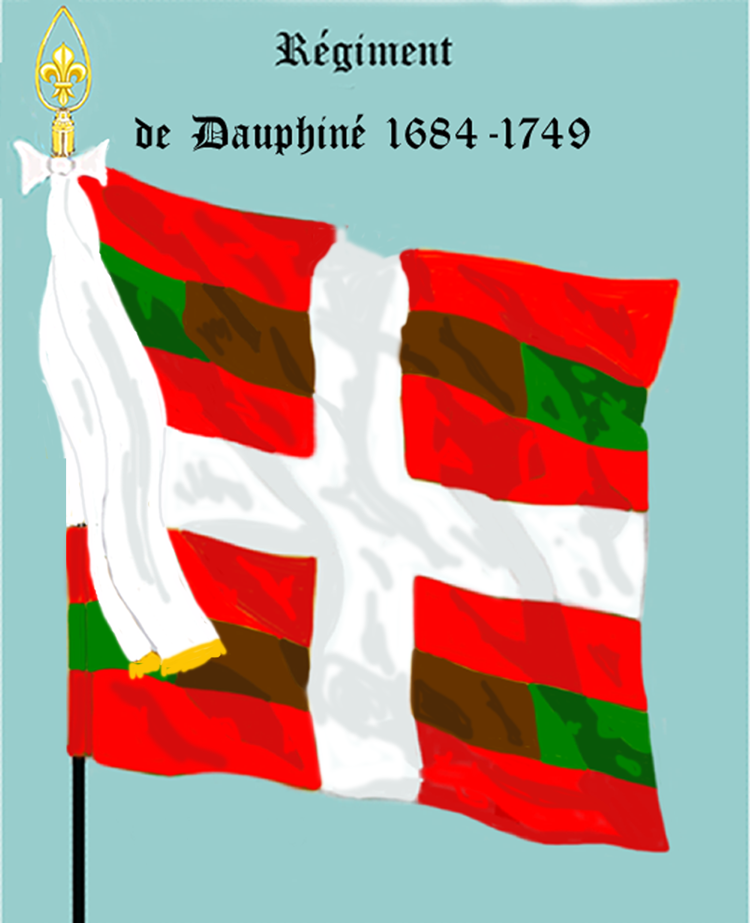
Drapeau d’ordonnance

## Habillement
Parements bleus, petits boutons d'or et galon de chapeau d'argent.

Uniformes
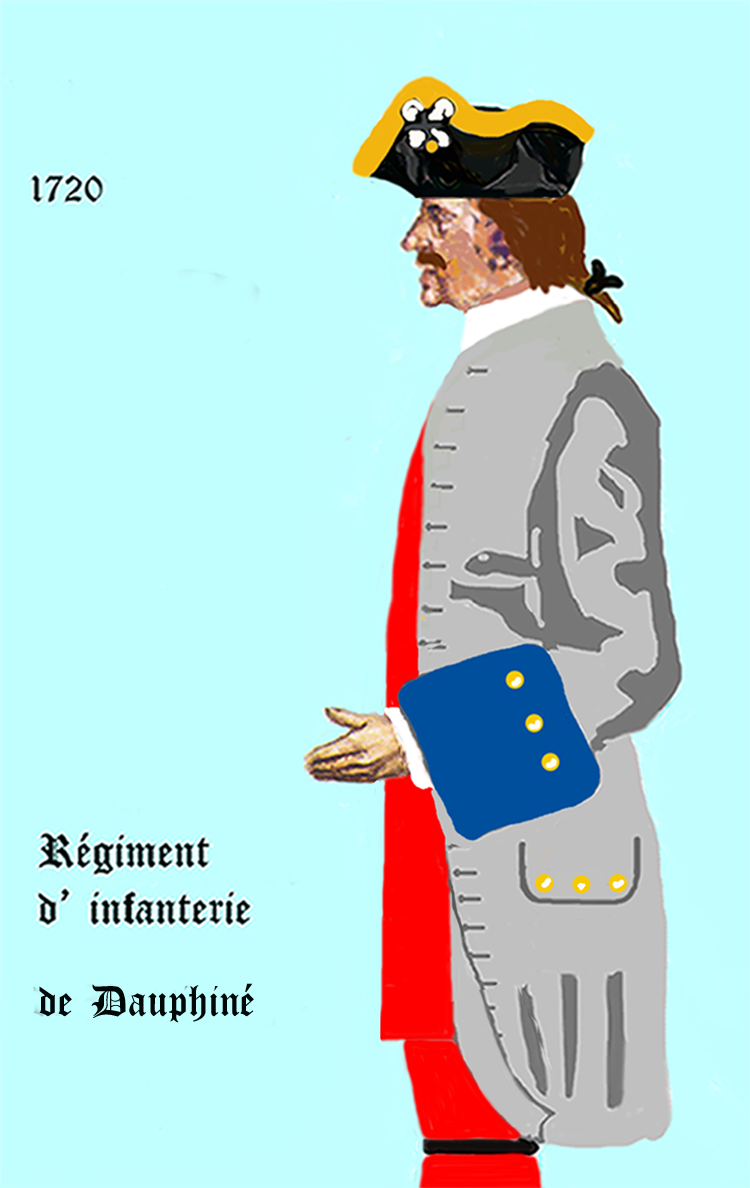
régiment de Dauphiné de 1720 à 1734
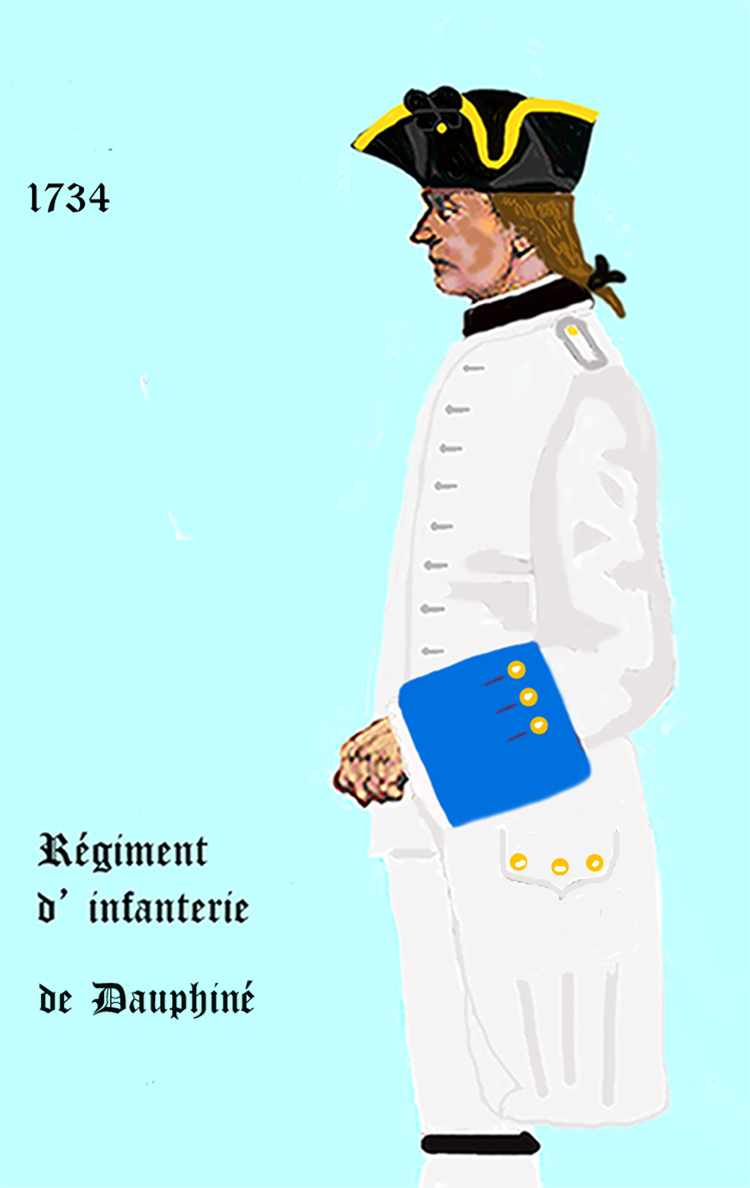
régiment de Dauphiné de 1734 à 1740
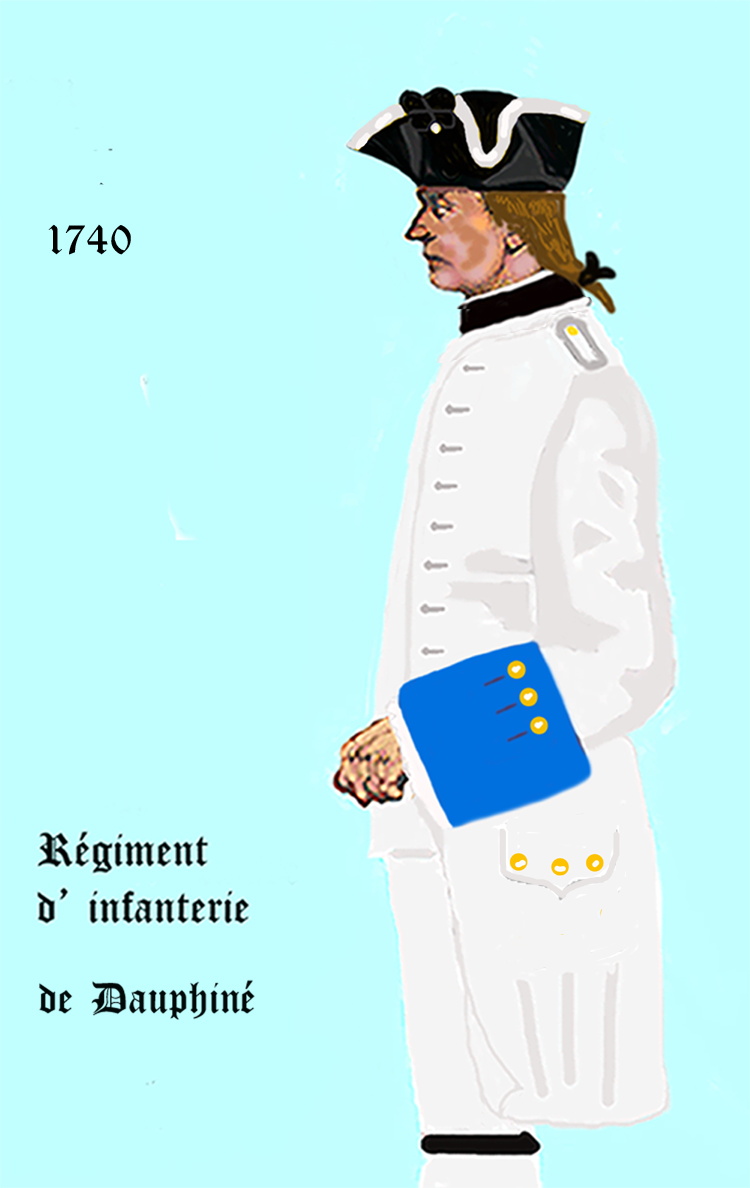
régiment de Dauphiné de 1740 à 1749